# Maria Tolppanen
Eeva Maria Tolppanen, född Leinonen 24 november 1952 i Kemi, är en finländsk politiker. Hon var ledamot av Finlands riksdag 2011–2019. Tolppanen representerade Sannfinländarna i riksdagen fram till år 2016 och bytte sedan parti till Socialdemokraterna. Hon har arbetat som journalist.
Tolppanen omvaldes i riksdagsvalet 2015 med 5 476 röster från Vasa valkrets.